# 西体育会路
西体育会路是中華人民共和國上海市虹口區一條南北走向道路，全长400米，南與大連西路、廣中路和東江灣路相交，北至中山北一路。道路始建於中華民国元年(1912年)，因道路可以通往万国体育会，故得名老体育会路。中華民国26年（1937年）后更名為西体育会路。道路沿途有上海外国语大学，亦原有西体育会路立交桥。